# Orbita altamente ellittica

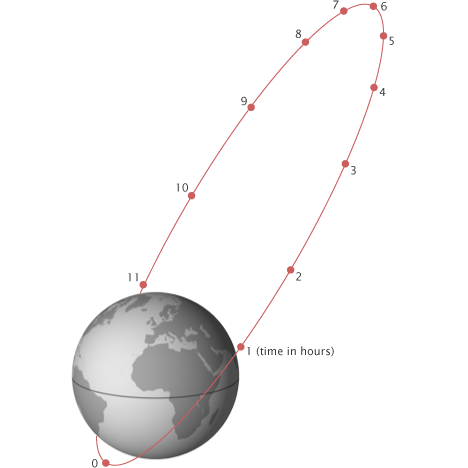
Rappresentazione di un'orbita Molniya rispetto alla Terra; è indicata la posizione assunta dal satellite ad intervalli di un'ora.

Un'orbita altamente ellittica (HEO, Highly Elliptical Orbit), anche indicata come orbita ad elevata eccentricità (High-Eccentricity Orbit), è un'orbita geocentrica ellittica con perigeo a bassa quota, generalmente inferiore ai 1.000 chilometri, ed apogeo a quota molto elevata, anche superiore ai 35.000 chilometri. Questa tipologia di orbite presenta un valore piuttosto elevato dell'eccentricità orbitale ed è a ciò che fanno riferimento entrambe le denominazioni in lingua inglese, da cui sono derivate quelle in italiano.
Le orbite HEO sono utilizzate soprattutto per garantire i servizi satellitari alle regioni terrestri ad elevata latitudine (prossime cioè ai poli), che sono coperte con difficoltà da un satellite posto su un'orbita geostazionaria (equatoriale). Inoltre, una o più orbite HEO possono essere percorse nei trasferimenti verso i punti di Lagrange del sistema Terra-Sole che prevedano una manovra di fionda gravitazionale con la Luna.

## Caratteristiche
Una frazione piuttosto lunga del periodo di un'orbita HEO (che può essere compreso tra le 12 e le 24 ore oppure essere anche maggiore) è costituita dalle fasi di approccio e successivo allontanamento dall'apogeo (chiara manifestazione delle proprietà descritte dalla seconda legge di Keplero). Se l'orbita presenta un'inclinazione adeguata, durante questa fase un satellite appare quasi stazionario da specifiche regioni della superficie terrestre, in quanto la velocità angolare del corpo in orbita è prossima alla velocità di rotazione del pianeta. Questo rende tali orbite adatte alle comunicazioni satellitari, durante il periodo di visibilità.

### Vantaggi e svantaggi
I satelliti HEO hanno i seguenti vantaggi:
- la capacità di servire un territorio molto vasto (come anche i satelliti geostazionari)
- nel servire le zone ad elevata latitudine, possono avere un'elevazione maggiore rispetto a quella di un corrispondente satellite geostazionario[5]
- una maggiore disponibilità di frequenze utilizzabili (stante il minore affollamento delle orbite HEO rispetto all'orbita geostazionaria)
- necessità di minore propellente (minore {\displaystyle \Delta v} richiesto) per l'immissione in orbita rispetto ad un satellite geostazionario[6]

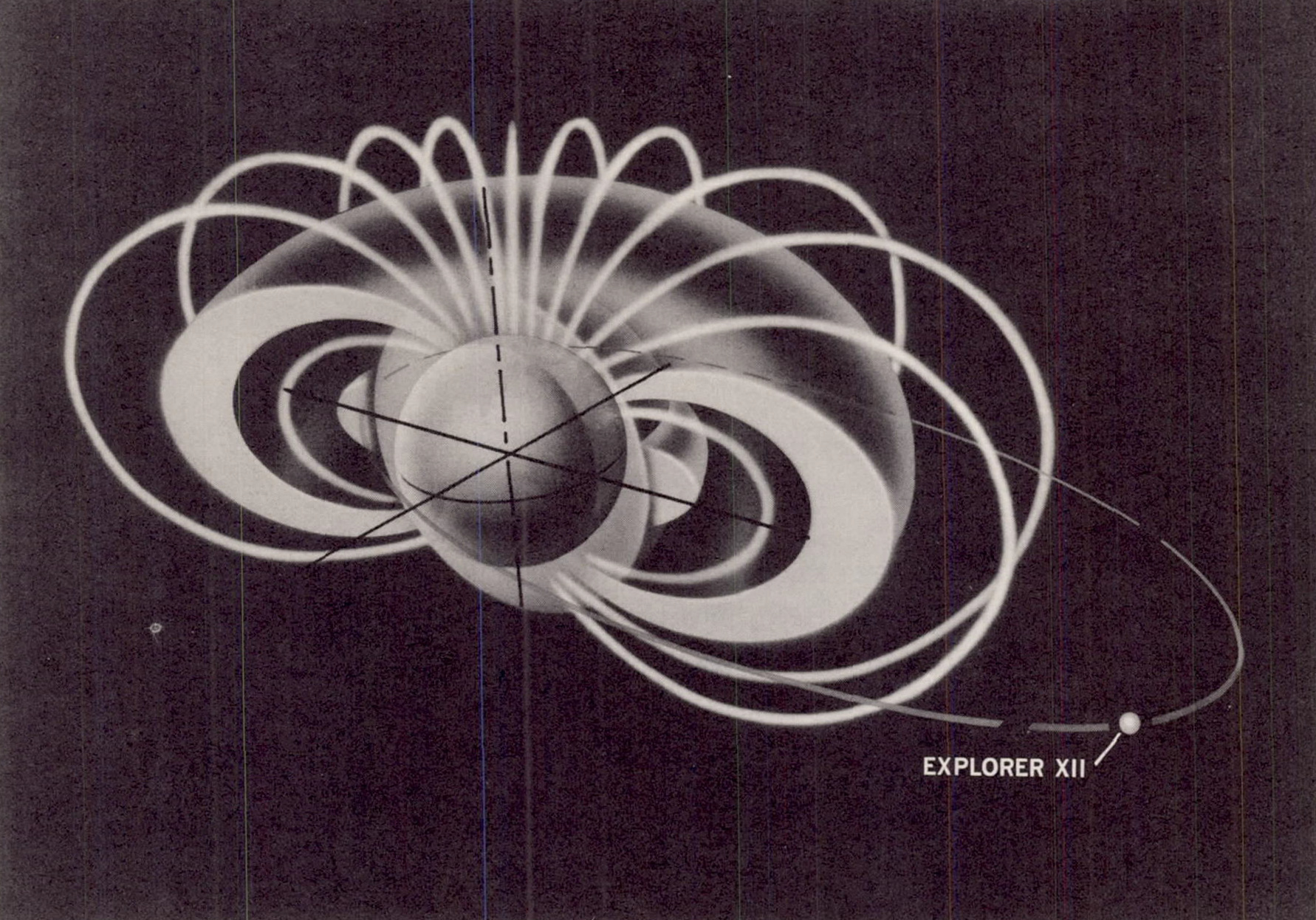
Orbita dell'Explorer 12 rispetto alle fasce di Van Allen.

Allo stesso tempo, hanno anche i seguenti svantaggi:
- per avere un servizio costante (come quello offerto da un satellite geostazionario) sono necessari almeno tre satelliti posti su orbite HEO
- la necesittà di un'antenna mobile
- nelle alte latitudini la densità di popolazione è molto inferiore, per cui il ritorno dell'investimento (payback period) richiede un tempo maggiore o un costo maggiore del servizio rispetto ad un satellite geostazionario
- l'apogeo dei satellite HEO e più alto del GEO, richiedendo trasmettitori più potenti, fino a 400-500 watt, con corrispondente aumento del costo del satellite
- i satelliti in orbita HEO solitamente attraversano le fasce di van Allen, acquisendo una dose di radiazioni maggiore rispetto ad un satellite geostazionario: il conseguente radiation hardening richiesto comporta costi maggiori per un satellite in orbita HEO rispetto ad un satellite geostazionario di uguale vita operativa
- necessità di compensare l'effetto Doppler nella ricezione del segnale a terra
- a causa di un tempo di propagazione del segnale maggiore vi sono difficoltà nelle applicazioni in esecuzione in tempo reale, quali ad esempio la telefonia.

## Principali applicazioni
Comunicazioni e applicazioni militari
Poiché buona parte del territorio russo si trova a latitudini elevate, un satellite posto in orbita geostazionaria non ne fornirebbe una copertura completa. Gli scienziati sovietici individuarono, quindi, delle orbite altamente ellittiche che potessero permettere ad una costellazione di satelliti di coprire l'intera Unione Sovietica in modo continuo. Dal nome dei primi satelliti impiegati a tale scopo (i satelliti Molniya), quelle orbite sono note come orbite Molniya, con periodo di 12 ore ed incilinazione di 63,4°. Una costellazione di tre satelliti posti su tale orbita permetteva di coprire il territorio sovietico in modo continuo. La stessa orbita è stata adottata da alcuni satelliti militari statunitensi per svolgere attività di ricognizione del territorio sovietico.
Le orbite Tundra hanno stessa inclinazione delle orbite Molniya, ma periodo doppio (24 ore). Anch'esse sono utilizzate da satelliti per le telecomunicazioni, come il Sirius Satellite Radio che serve gli Stati Uniti, e da satelliti militari, come il sistema satellitare EKS in fase di realizzazione da parte della Russia.
Telescopi spaziali
Alcuni telescopi spaziali, quali XMM-Newton e INTEGRAL dell'ESA, sono stati immessi su orbite HEO affinché disponessero di lunghi periodi di osservazione al di fuori delle bande di radiazione terrestri. Una soluzione analoga sarà adottata per il telescopio spaziale TESS della NASA, il cui lancio è programmato per il 2017.
Esplorazione interplanetaria
Nella fase di cattura di un viaggio interplanetario, all'immissione della sonda su di un'orbita planetocentrica altamente ellittica corrisponde il minore {\displaystyle \Delta v} possibile per la manovra. La sonda può venire successivamente spostata su orbite più strette, magari attraverso una fase di aerofrenaggio se il pianeta possiede un'atmosfera, o mantenere l'orbita iniziale quale orbita operativa.
Nel sistema gioviano, un'orbita altamente ellittica è stata adottata per la sonda Juno per evitare l'alto livello di radiazioni che si registrano nelle regioni più interne della magnetosfera del pianeta, che sono così attraversate dalla sonda molto rapidamente.